# Paul Lapeira
Paul Lapeira (ur. 28 maja 2000 w Fougères) – francuski kolarz szosowy.

## Osiągnięcia
Opracowano na podstawie:

2021
- 1. miejsce w Il Piccolo Lombardia

2024
- 1. miejsce w Classic Loire Atlantique
- 1. miejsce w Cholet-Pays de la Loire
- 1. miejsce na 2. etapie Vuelta al País Vasco
- 1. miejsce w mistrzostwach Francji (start wspólny)
- 1. miejsce w Polynormande
- 3. miejsce w Coppa Agostoni

2025
- 2. miejsce w Classic Var
- 1. miejsce na 2. etapie Tour de Pologne

## Rankingi
| Rok             | 2019  | 2020 | 2021 | 2022 | 2023 | 2024 |
| --------------- | ----- | ---- | ---- | ---- | ---- | ---- |
| World Ranking   | 3070. | -    | 725. | 712. | 595. | 80.  |
| UCI Europe Tour | 1887. | -    | 570. | 547. | -    | 64.  |
|                 |       |      |      |      |      |      |
| Źródło: UCI     |       |      |      |      |      |      |